# 아메리칸 매거진

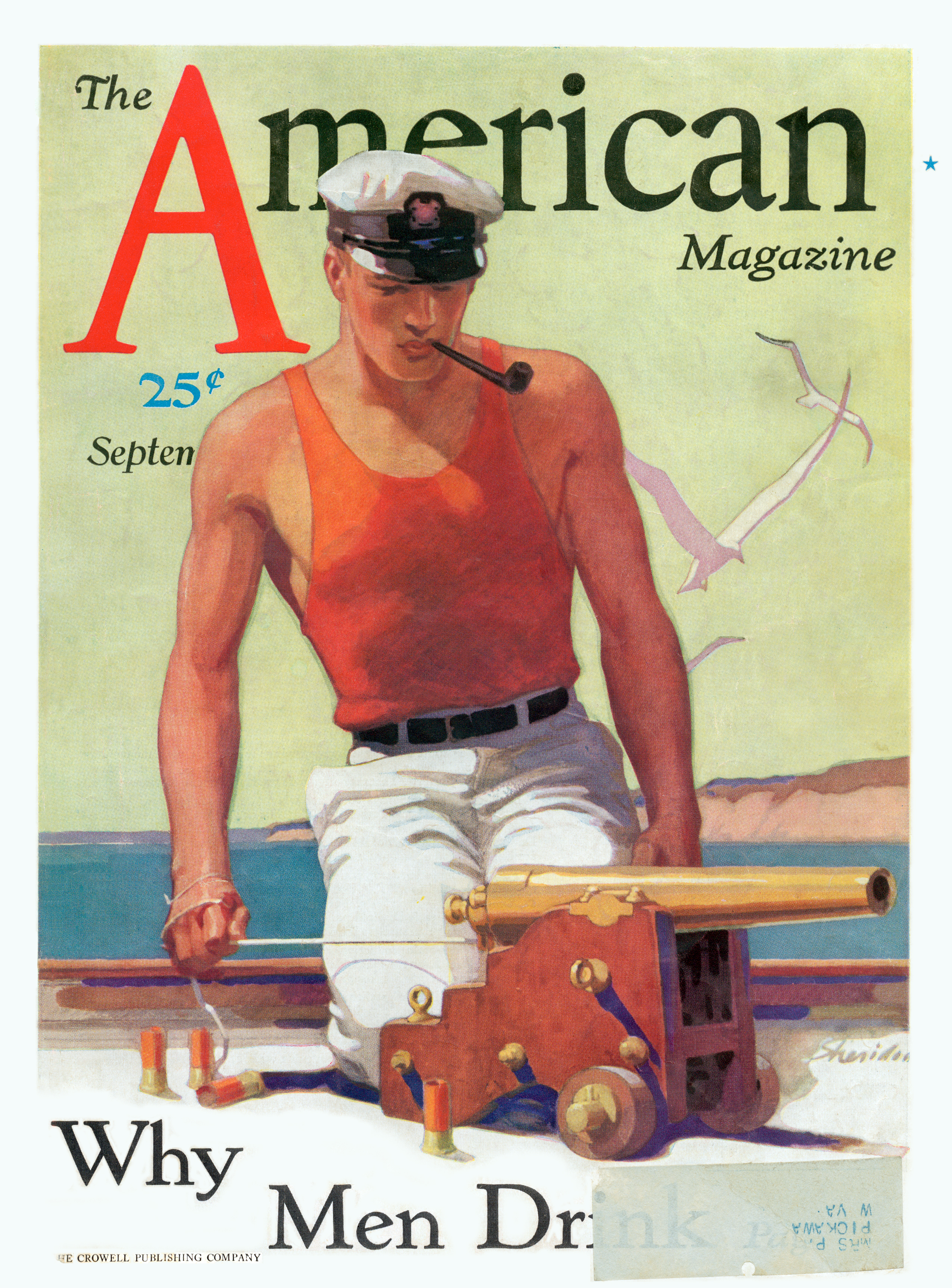
1931년 9월호

아메리칸 매거진(The American Magazine)은 1906년 6월에 창간된 정기 간행물로, 몇 년 전 출판계의 거물 미리엄 레슬리로부터 구입한 실패한 간행물의 연속이었다. 이 잡지는 프랭크 레슬리의 인기 월간지(1876–1904), 레슬리의 월간지(1904–1905), 레슬리의 잡지(1905), 그리고 아메리칸 일러스트레이티드 매거진(1905–1906)의 뒤를 이었다. 이 잡지는 1956년 8월까지 발행되었다.